# Nagrada Saharova
Nagrada Saharova za svobodo misli, krajše nagrada Saharova, je najpomembnejše priznanje, ki ga Evropska unija vsako leto, od 1988, podeljuje posameznikom ali organizacijam za delo na področju človekovih pravic. Nagrada je poimenovana po ruskem znanstveniku in političnem odpadniku Andreju Saharovu. Podeljuje jo Evropski parlament, in sicer o nagradi odloča konferenca predsednikov (predsednik Evropskega parlamenta in vodje političnih skupin). Nagrajenec prejme tudi denarno nagrado v vrednosti 50.000 evrov.

## Prejemniki
| Posthumous award | Označuje posthumno razglasitev. |

| Leto | Slika | Dobitnik                                             | Narodnost                    | Opombe | Sklici                  |
| ---- | --- | ---------------------------------------------------- | ---------------------------- | --- | ----------------------- |
| 1988 | Nelson Mandela was the inaugural winner of the prize, skupaj z Anatolijem Marčenkom | Nelson Mandela                                       | Južna Afrika                 | Aktivist proti apartheidu in kasnejši predsednik Južne Afrike. | [ 5 ]                   |
| 1988 | - | Anatolij Marčenko                                    | Sovjetska zveza              | Sovjetski disident, pisatelj in borec za človekove pravice. | [ 5 ]                   |
| 1989 | Dubček leta 1989 | Aleksander Dubček                                    | Češkoslovaška                | Slovaški politik, ki je med praško pomladjo poskušal reformirati komunistični režim. | [ 5 ]                   |
| 1990 | Suu Kyi in 2013 | Aung San Su Či                                       | Burma                        | V času prejetja nagrade je bila mjanmarska opozicijska političarka in bivša generalna sekretarka Narodne lige za demokracijo, znana po svojem miroljubnem boju proti vojaški oblasti v državi. Nagrado je osebno prevzela leta 2013, ko je bila po 15 letih spuščena iz hišnega zapora. Leta 2020 je Konferenca predsednikov Evropskega parlamenta Su Čijevi uradno začasno odvzela nagrado, zaradi njenega sodelovanja pri zločinih proti Rohingam. | [ 6 ] [ 7 ] [ 8 ] [ 9 ] |
| 1991 | - | Adem Demaçi                                          | Jugoslavija                  | Kosovsko-albanski politik, dolgo časa politični zapornik. | [ 5 ]                   |
| 1992 | The white shawl of the Mothers of the Plaza de Mayo, painted on the floor in Buenos Aires, Argentina | Matere z Majskega trga (Las Madres de Plaza de Mayo) | Argentina                    | Argentinsko združenje mater, katerih otroci so izginili med argentinsko »umazano vojno« (1976–1983). | [ 6 ]                   |
| 1993 | The Oslobođenje logo, 2019 | Oslobođenje                                          | Bosna in Hercegovina         | Priljubljeni časopis, ki se je zavzemal za večetničnost Bosne in Hercegovine. | [ 6 ]                   |
| 1994 | Nasrin in 2013 | Taslima Nasrin                                       | Bangladeš                    | Bivša zdravnica, feministična pisateljica. | [ 6 ]                   |
| 1995 | Zana leta 2007 | Lejla Zana                                           | Turčija                      | Političarka kurdskega porekla iz jugovzhodne Turčije, ki je preživela 15 let v zaporu zaradi članstva Kurdski delavski stranki. | [ 5 ]                   |
| 1996 | Jingsheng in 2010 | Wei Jingsheng                                        | Kitajska                     | Aktivist kitajskega demokratičnega gibanja. | [ 6 ]                   |
| 1997 | Ghezali leta 2013 | Salima Ghezali                                       | Alžirija                     | Novinarka in pisateljica, aktivistka za pravice žensk, človekove pravice in demokratičnost v Alžiriji. | [ 6 ]                   |
| 1998 | Rugova in 2004 | Ibrahim Rugova                                       | FR Jugoslavija               | Kosovsko-albanski politik, prvi predsednik Kosova. | [ 5 ]                   |
| 1999 | Gusmão leta 2011 | Xanana Gusmão                                        | Vzhodni Timor                | Voditelj vzhodnotimorskega boja za svobodo in samoodločbo, prvi predsednik Vzhodnega Timorja. | [ 10 ] [ 11 ]           |
| 2000 | - | ¡Basta Ya!                                           | Španija                      | Organizacija, ki združuje posameznike različnih političnih prepričanj v boju proti korupciji, terorizmu in političnemu nasilju v španski Baskiji. | [ 12 ]                  |
| 2001 | Peled-Elhanan in 2001 | Nurit Peled-Elhanan                                  | Izrael                       | Mirovna aktivistka. | [ 5 ]                   |
| 2001 | - | Izat Ghazavi                                         | Palestina                    | Pisatelj, profesor. | [ 5 ]                   |
| 2001 | Zacarias Kamwenho in 2013 | Dom Zacarias Kamwenho                                | Angola                       | Nadškof, mirovni aktivist. | [ 5 ]                   |
| 2002 | - | Oswaldo Payá                                         | Kuba                         | Politični aktivist in disident. | [ 13 ]                  |
| 2003 | Annan in 2012 | Kofi Anan                                            | Gana                         | Dobitnik Nobelove nagrade in sedmi generalni sekretar Združenih narodov. | [ 5 ]                   |
| 2003 | The UN-flag since its inception in 1946 | Združeni narodi                                      | / (mednarodno)               | Dobitnik Nobelove nagrade in sedmi generalni sekretar Združenih narodov. | [ 5 ]                   |
| 2004 | - | Belorusko združenje novinarjev                       | Belorusija                   | Nevladna organizacija, ustanovljena 1995, ki si prizadeva zaščititi novinarje ter se zavzema za svobodo govora ter pravico do obveščenosti. | [ 14 ]                  |
| 2005 | Members of Ladies in White demonstrating in Havana, Cuba, in 2012 | Dame v belem (Damas de Blanco)                       | Kuba                         | Opozicijsko gibanje sorodnic političnih zapornikov. | [ 15 ]                  |
| 2005 | The Reporters Without Borders logo since 2012 | Novinarji brez meja                                  | / (mednarodno)               | Mednarodna nevladna organiozacija s sedežem v Franciji, ki se bori za svobodo tiska. | [ 15 ]                  |
| 2005 | Ibrahim in 2018 | Hauwa Ibrahim                                        | Nigerija                     | Pravnica, borka za človekove pravice. | [ 15 ]                  |
| 2006 | Milinkevich in 2009 | Alaksandar Milinkevič                                | Belorusija                   | Vodja demokratičnega opozicijskega Gibanja za svobodo v Belorusiji. | [ 16 ]                  |
| 2007 | Osman in 2013 | Salih Mahmud Osman                                   | Sudan                        | Pravnik, borec za človekove pravice. | [ 6 ]                   |
| 2008 | Hu Jia | Hu Jia                                               | Kitajska                     | Aktivist, politični disident. | [ 17 ]                  |
| 2009 | Monument commemorating the victims of the political oppression in the USSR: a stone from Solovki concentration camp installed in front of the former KGB headquarters at Lubyanka Square in Moscow on October 30, 1990 | Memorial                                             | Rusija                       | Mednarodna organizacija, sprva ustanovljena za ohranjanje spomina na množično represijo Stalinovih časov, danes pa se zavzema za spoštovanje človekovih pravic. | [ 18 ]                  |
| 2010 | Fariñas in 2014 | Guillermo Fariñas                                    | Kuba                         | Doktor psihologije, novinar in politični disident. | [ 19 ]                  |
| 2011 | Mahfouz in 2011 | Asma Mahfuz                                          | Egipt                        | Pet arabskih posameznikov, ki se zavzemajo za svobodo in človekove pravice. | [ 20 ]                  |
| 2011 | al-Senussi in 2011 | Ahmed El Zenusi                                      | Libija                       | Pet arabskih posameznikov, ki se zavzemajo za svobodo in človekove pravice. | [ 20 ]                  |
| 2011 | Zaitouneh from an unknown date | Razan Zajtuneh                                       | Sirija                       | Pet arabskih posameznikov, ki se zavzemajo za svobodo in človekove pravice. | [ 20 ]                  |
| 2011 | Ferzat from Michael Netzer's Portraits of the Creators Sketchbook, 2011 | Ali Farzat                                           | Sirija                       | Pet arabskih posameznikov, ki se zavzemajo za svobodo in človekove pravice. | [ 20 ]                  |
| 2011 | - | Mohamed Buazizi                                      | Tunizija                     | Pet arabskih posameznikov, ki se zavzemajo za svobodo in človekove pravice. | [ 20 ]                  |
| 2012 | Panahi in 2007 | Džafar Panahi                                        | Iran                         | Iranska aktivista; Sotoudehova je pravnica, borka za človekove pravice, Panahi pa režiser, ki se zavzema se za umetniško svobodo in obsoja smrtno kazen. | [ 21 ] [ 22 ] [ 23 ]    |
| 2012 | Sotoudeh in 2012 | Nasrin Sotudeh                                       | Iran                         | Iranska aktivista; Sotoudehova je pravnica, borka za človekove pravice, Panahi pa režiser, ki se zavzema se za umetniško svobodo in obsoja smrtno kazen. | [ 21 ] [ 22 ] [ 23 ]    |
| 2013 | Jusafzajeva leta 2019 | Malala Jusafzaj                                      | Pakistan                     | Borka za človekove pravice ter pravico pakistanskih deklet do izobraževanja. Bojuje se proti talibanskemu ekstremizmu. | [ 24 ]                  |
| 2014 | Mukwege in 2014 | Denis Mukwege                                        | Demokratična republika Kongo | Ginekolog, ki se je med drugim posvetil oskrbi žrtev posilstev tolp. | [ 25 ]                  |
| 2015 | Badawi in 2012 | Raif Badavi                                          | Saudova Arabija              | Savdskoarabski bloger in aktivist, ustanovitelj spletišča Free Saudi Liberals. | [ 26 ] [ b ]            |
| 2016 | Murad in 2016 | Nadia Murad Basee                                    | Irak                         | Jazidski aktivistki za človekove pravice in nekdanji žrtvi spolnega suženjstva Islamske države. | [ 27 ]                  |
| 2016 | Aji Bashar in 2017 | Lamija Hadži Bašar                                   | Irak                         | Jazidski aktivistki za človekove pravice in nekdanji žrtvi spolnega suženjstva Islamske države. | [ 27 ]                  |
| 2017 | Lorent Saleh inaugurated at the Sakharov Walk of Freedom | Demokratična opozicija v Venezueli                   | Venezuela                    | Prejemniki nagrade so bili politični nasprotniki venezuelske vlade – poslanci narodne skupščine in vsi politični zaporniki. Odlikovani so bili za izkazani pogum in prizadevanja za svobodo in blaginjo svoje države. | [ 29 ]                  |
| 2018 | Sencov leta 2018 | Oleg Sencov                                          | Ukrajina                     | Režiser, simbol boja za izpustitev političnih zapornikov v ruskih zaporih in drugod po svetu. | [ 30 ]                  |
| 2019 | Tohti leta 2011 | Ilham Tohti                                          | Kitajska                     | Ujgurski ekonomist in aktivist za človekove pravice. Leta 2014 je bil obsojen na doživljenjsko zaporno kazen zaradi separatističnih teženj. | [ 31 ] [ 32 ]           |
| 2020 | Tihanovska leta 2020 | Demokratična opozicija Belorusije                    | Belorusija                   | Koordinacijski svet, v katerem so se združile beloruske ženske in drugi predstavniki civilne družbe in političnih osebnosti, za borbo za demokracijo v Belorusiji. | [ 33 ] [ c ]            |
| 2021 | Navalni leta 2011 | Aleksej Navalni                                      | Rusija                       | Ruski opozicijski politik in aktivist proti korupciji. | [ 34 ]                  |
| 2022 | | ukrajinsko ljudstvo                                  | Ukrajina                     | Nagrado so prejeli Ukrajinci, ki se v ruski invaziji na njihovo državo borijo ne se le za to, da bi zaščitili svoje domove, suverenost, neodvisnost in ozemeljsko celovitost, ampak na bojiščih tudi branijo svobodo, demokracijo, vladavino prava in evropske vrednote pred okrutnim režimom, ki skuša spodkopati demokracijo ter oslabiti in razdeliti Evropsko unijo.                                                                             |                         |